# Острів мертвих (5-й варіант)
Острів мертвих (5-ий варіант)(нім. Die Toteninsel) — п'ятий, остаточний варіант сюжету «Острів Смерті» або «Острів мертвих», котрий розробив німецький художник Арнольд Беклін 1886 року. «Острів мертвих» — точніша назва сюжета на картині.

## Передісторія
Шістнадцятирічним юнаком Арнольд Беклін влаштувався на курси архітектурного малюнка в Академію мистецтв міста Дюссельдорф. В 19 ст. могутній поштовх для розвитку отримав пейзаж, до жанру котрого звернулась низка високо обдарованих митців в різних країнах (Барбізонська школа, Вільям Тернер, Школа річки Гудзон, Передвижники, Імпресіонізм). Пейзажний жанр почав користуватись шаленою популярністю у багатих верств суспільства і колекціонерів, власників художніх аукціонів і відомих музеїв. Стати пейзажистом в 19 ст. на декотрий період для художників означало стати фінансово успішним. Тому і Беклін починав як художник-пейзажист.
Перебування в Римі затяглося для художника-початківця зі Швейцарії на п'ять років. Вивчення і спостереження картин і фресок в тамтешніх церквах, знайомство з творами прихильників академізму навернуло і Бекліна до вивчення греко-римської міфології й історії релігій. Від створення романтичних пейзажів він перейшов до міфологічних сюжетів й алегоричних картин зі складною символікою. Навіть використання класичних за формою архітектурних об'єктів чи персонажів не наближало картини Бекліна до ясних і гармонійних образів середземноморських цивілізацій. Реальне життя в Італії також майже не відбились в полотнах художника, як то було в творчості Джованні Сегантіні. Розробка міфологічних сюжетів часто була формальною і давала їх в північному, суворому варіанті.

## Пошуки найкращого варіанта сюжету
Перша версія сюжету була закінчена у травні 1880 року і виконана на замову покровителя Гюнтера Александра. Другу версію картини він створив для пані Марі Бернадет. Пані втратила чоловіка, що помер від дифтерії, картина Бекліна нагадувала про похорон. Беклін створив для неї зменшений варіант картини на дошці, що пізніше перейшов до збірок Музею мистецтва Метрополітен.
Художник не припиняв пошуків і первісно другий варіант не мав човна і фігури в білому на ньому. Варіант не задовольнив емоційно нестабільного художника і він повернув у картину і човен, і постать в білому на ньому. Цей варіант і отримав назву «Острів мертвих».
Сюжет зацікавив власників з грошима і третя версія була створена 1883 року для галереї Фріца Гурліта. Саме цей варіант зацікавив художника і гравера Макса Клінгера, котрий створив офорт цієї композиції 1890 року, що сприяло популяризації картини Бекліна серед широкого загалу.
Потреба в грошах для родини спонукала Бекліна до створення четвертого варіанта, власником котрого став барон Генріх Тиссен, останній прикрасив картиною власний офіс в берлінському банку.
Беклін подавав варіант то у сутінках, то освітленим вечірнім сонцем, то статичним і застиглим, то з верхівками кипарисів (охоронців мертвих), помітно похилених вітром. Пригніченість, загадковість і напруга зростали.

## Опис твору
Всі варіанти композиції мають зображення скелястого острова, до котрого наближається човен з черговим померлим в труні. З міркувань греко-римської міфології і в п'ятому варіанті подано річку Стікс та перевізника померлих Харона. Але вода на картині мало схожа на річку, як і скелястий острів, більш притаманний морським узбережжям Італії або Греції. Це породило низку спекуляцій, чи не навіяне зображення на картинах острова мерців реальними острівцями. Серед них і острів Понтіконісі неподалік Корфу. Але острів Понтіконісі не мав скель, а Беклін ніколи там не був. Пошуки реального острова нелогічні, бо відмовляють в праві Бекліна на розвинену і дещо хворобливу уяву, котру той мав. Реальним поштовхом для створення картин могли бути відвідини Англійського кладовища у місті Флоренція, де була похована донька Бекліна. А цвинтар був розташований неподалік майстерні художника. Все інше в картині допомогла домалювати депресивна уява художника.
Останній варіант композиції детально пророблений, а острів мертвих поданий в хмарах, що загрожують пролитися дощем. На пригнічений настрій картини працюють і сюжет (іде поховання), і колорит (темні фарби в середині картини), і початок негоди (дощові хмари на небі).

## Галерея

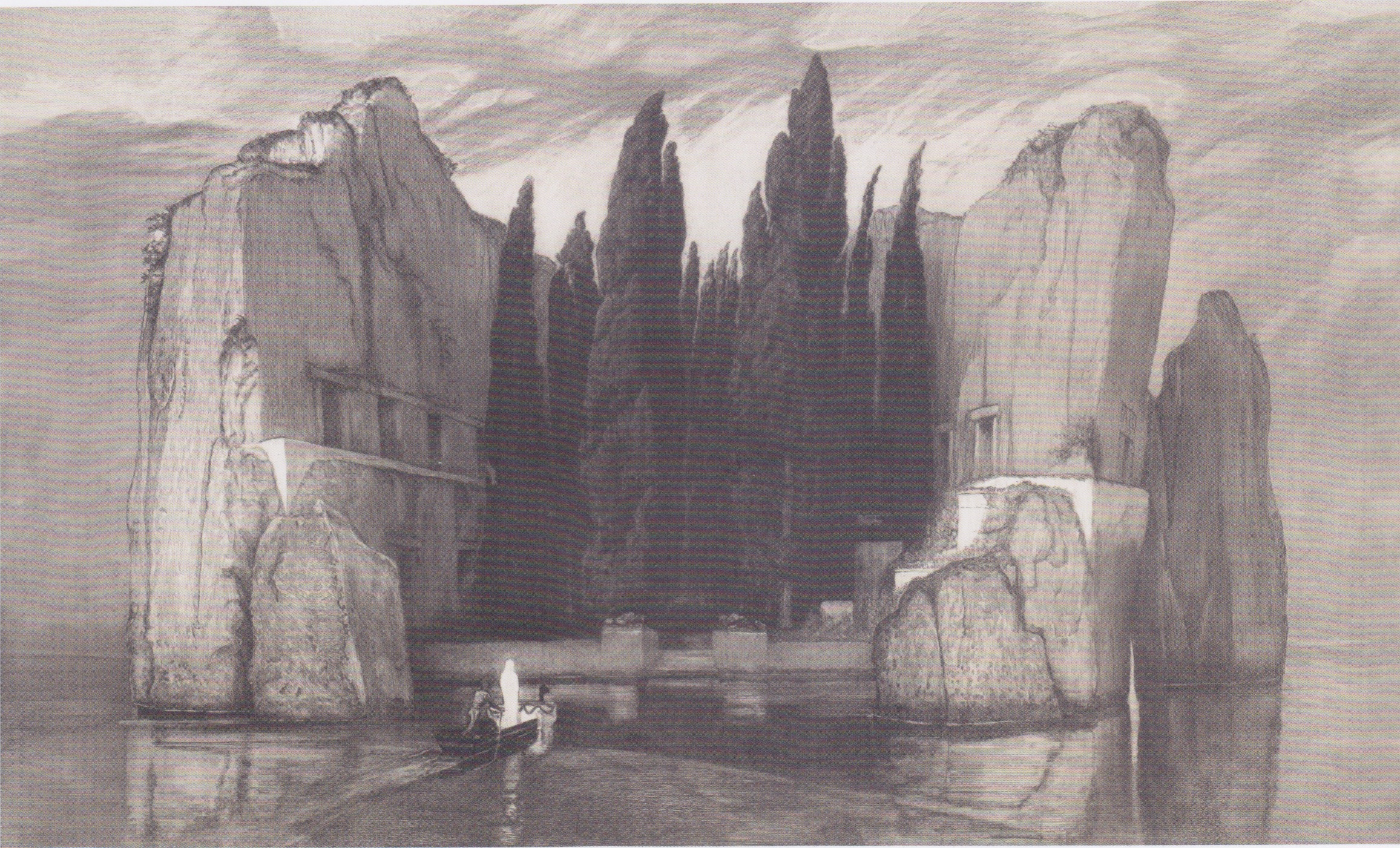
Макс Клінгер. Офорт за композицією картини А. Бекліна «Острів мертвих», 1890 рік.

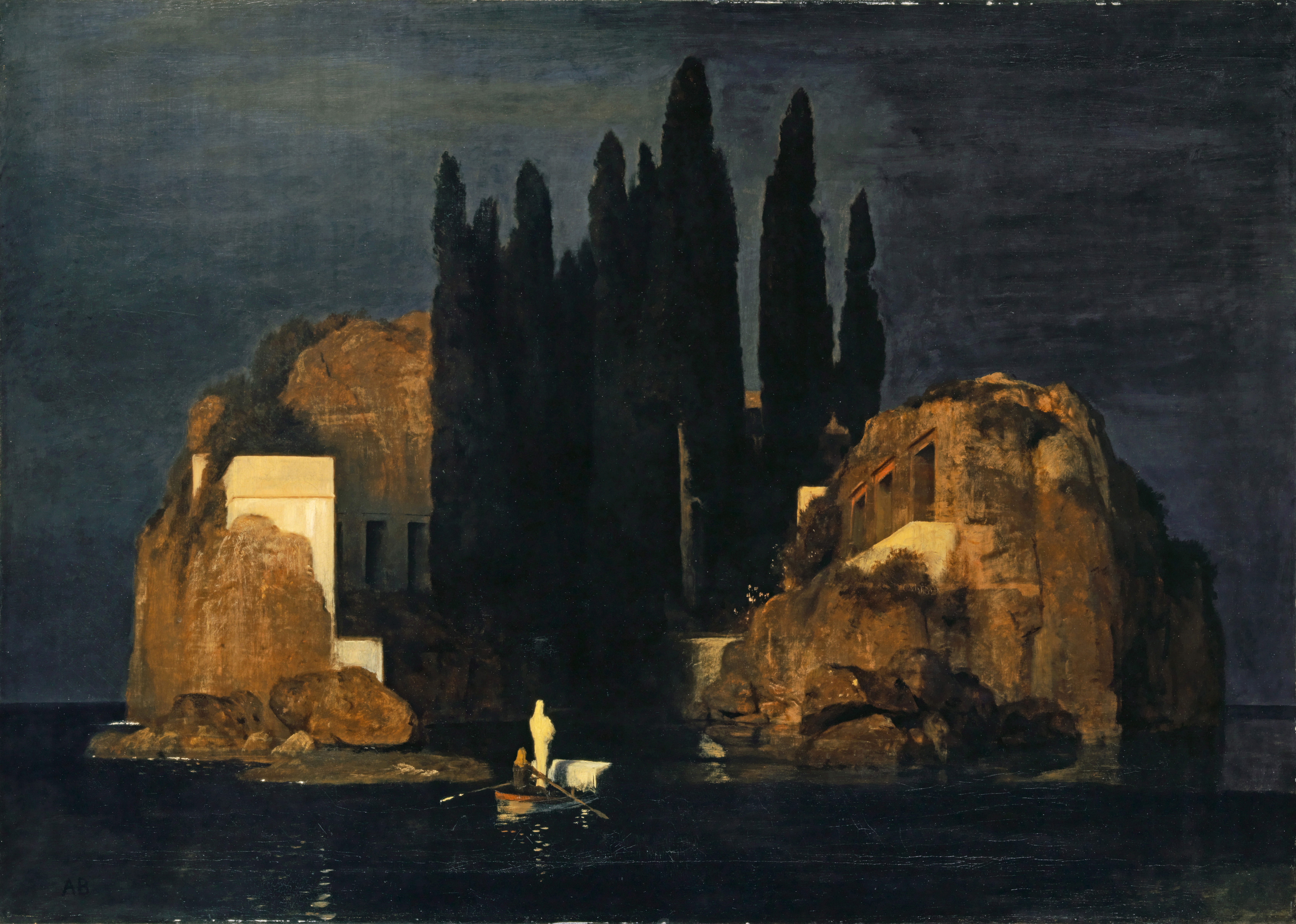
«Острів мертвих», 1-й варіант, 1880 р., Базельський художній музей.
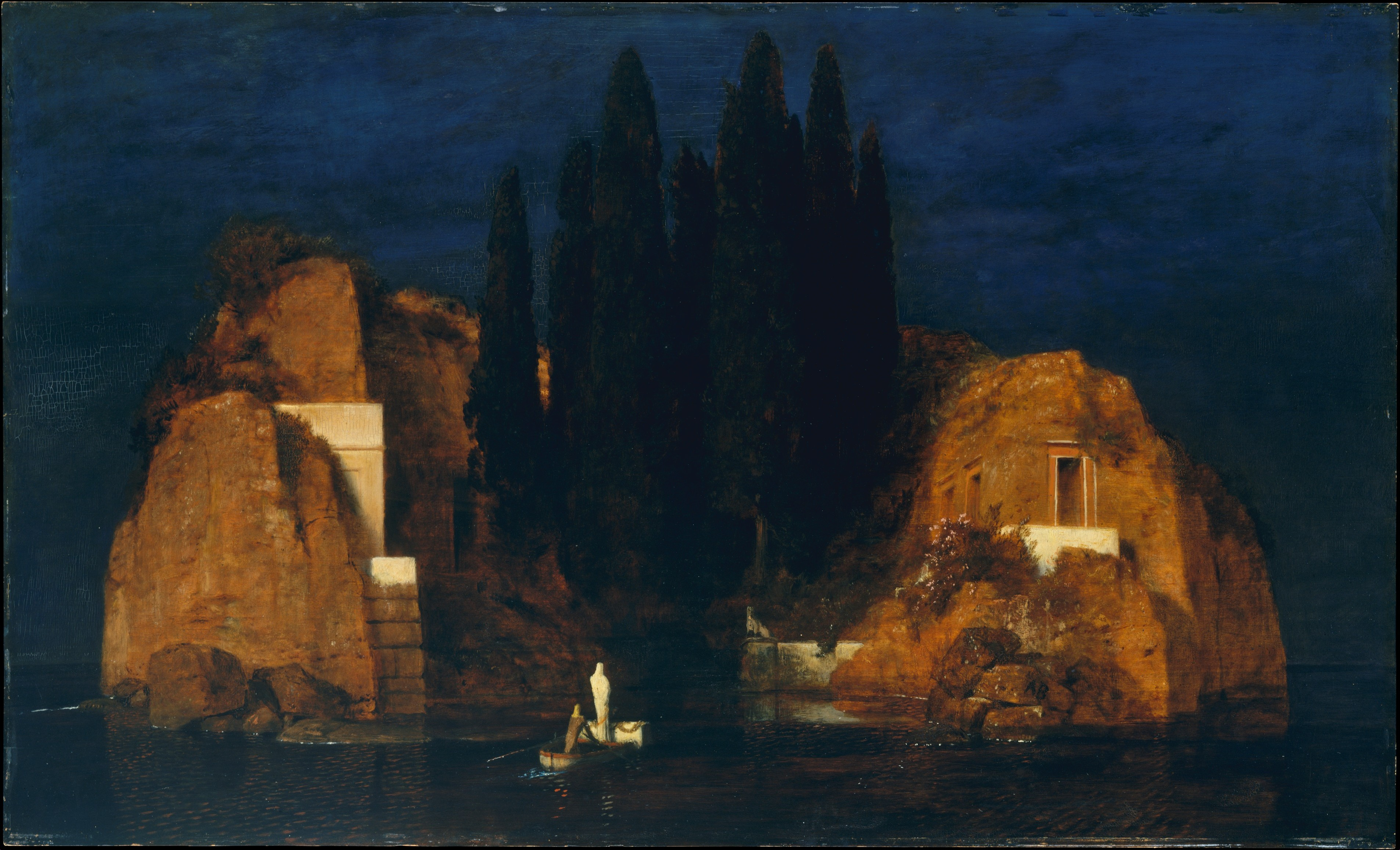
«Острів мертвих», Музей мистецтва Метрополітен, Нью-Йорк.